# Prinçay
Prinçay – miejscowość i gmina we Francji, w regionie Nowa Akwitania, w departamencie Vienne.
Według danych na rok 1990 gminę zamieszkiwało 218 osób, a gęstość zaludnienia wynosiła 13 osób/km² (wśród 1467 gmin regionu Poitou-Charentes, Prinçay plasuje się na 780. miejscu pod względem liczby ludności, natomiast pod względem powierzchni na miejscu 505.).